# Миссия Макнамары — Тейлора

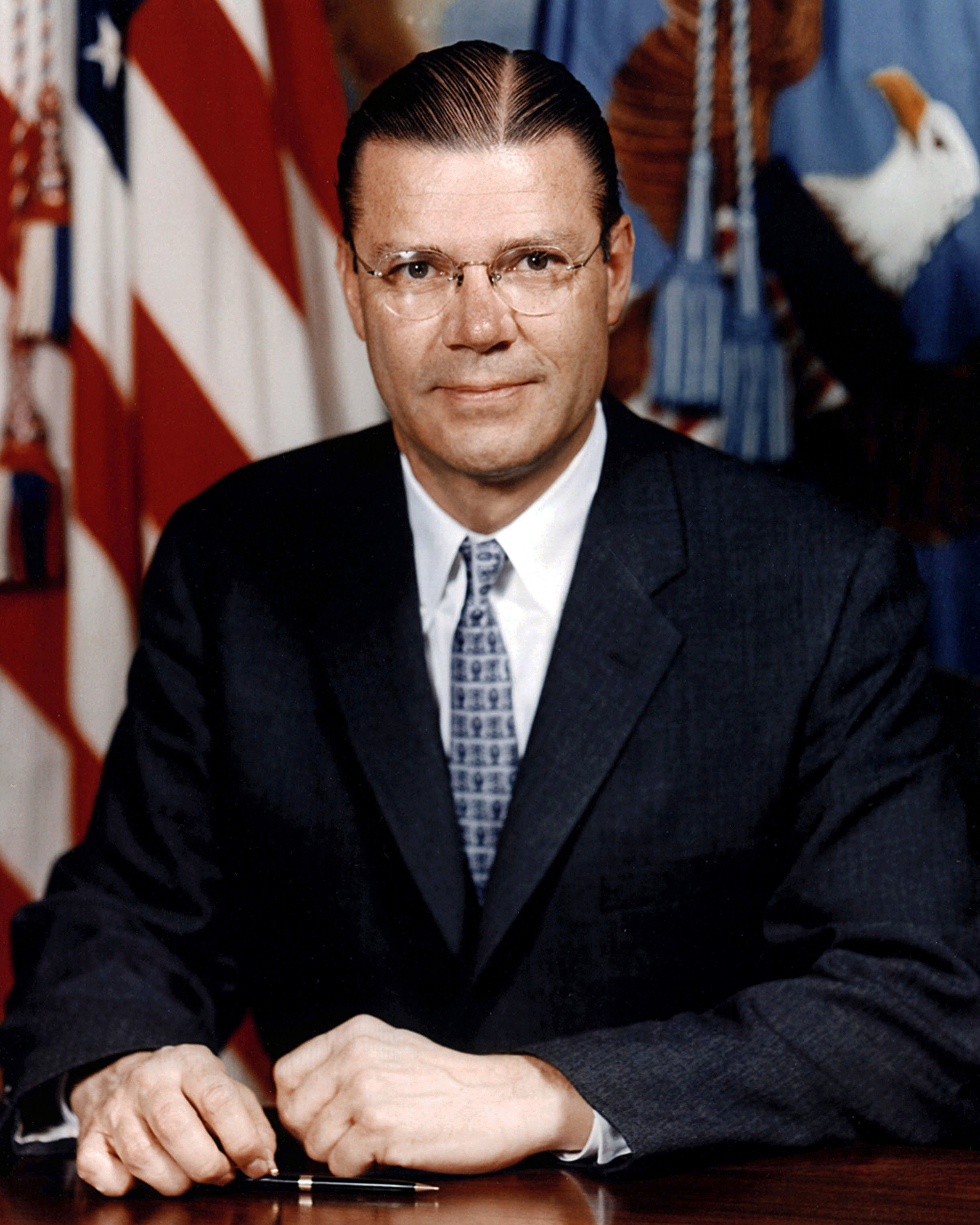
Министр обороны США Роберт Макнамара

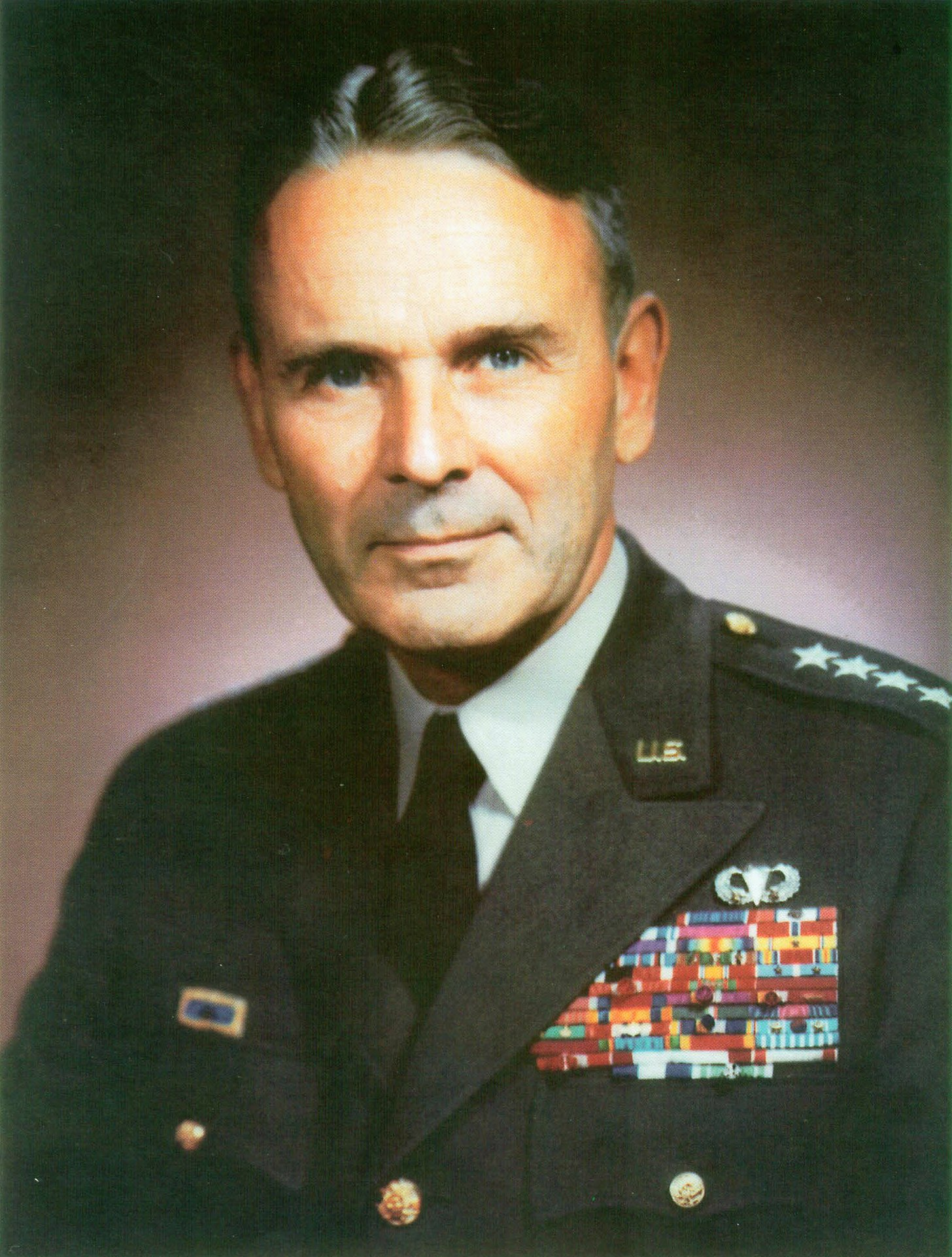
Председатель Объединённого комитета начальников штабов США Максвелл Тейлор

Миссия Макнамары — Тейлора представляла собой 10-дневную наблюдательную экспедицию в Южный Вьетнам в сентябре 1963 года, организованную администрацией США для изучения состояния дел в Армии Республики Вьетнам (АРВН) и её американских советников против коммунистического Движения национального фронта освобождения Южного Вьетнама. Миссию исполняли министр обороны США Роберт Макнамара и генерал Максвелл Д. Тейлор, председатель Объединённого комитета начальников штабов США.
Необходимость в миссии возникла после завершения миссии Крулака — Менденхолла, в результате которой генерал Корпуса морской пехоты США Виктор Крулак и представитель Госдепартамента Джозеф Менденхолл высказали диаметрально разные взгляды на военную и политическую ситуацию во Вьетнаме. По их возвращении Макнамара и Тейлор рекомендовали меры, направленные на ограничение режима президента Нго Динь Зьема, чувствуя, что Зьем более озабочен подавлением инакомыслия в стране, чем борьбой с наседающими коммунистами. Новая миссия была так же направлена на то, чтобы заставить Зьема прекратить нарушения прав человека в стране.

## Предпосылки
В мае 1963 года в Южном Вьетнаме вспыхнули гражданские волнения после разгона демонстрации буддистов в Хюэ. Девять буддистов были застрелены католическим режимом президента Нго Динь Дима за то, что они игнорировали правительственный запрет на развешивание буддийских флагов во время праздника Весак (день рождения Гаутамы Будды), и участвовали в антиправительственном протесте. После расстрелов многие буддийские лидеры начали требовать у Зьема компенсацию для семей жертв. Поскольку Зьем оставался непоколебимым, протесты обострились. Самосожжение буддийского монаха Тич Куанг Дока на оживленном перекрестке Сайгона стало пиар-катастрофой для режима Зьема, и, поскольку протесты продолжались, спецназ АРВН, верный его брату Нго Динь Ню, совершал рейды по пагодам на всей территории Сайгона. Были убиты сотни людей и причинен огромный ущерб в ходе объявленного военного положения. Университеты и средние школы были закрыты на фоне массовых буддийских протестов. Тем временем борьба с повстанцами Вьетконга начала терять интенсивность, поскольку распространились слухи о межрелигиозном конфликте внутри АРВН. Ситуация усугубилась попыткой государственного переворота со стороны офицеров АРВН. После рейдов на пагоды администрация Кеннеди направила в свое посольство в Сайгоне телеграмму, приказав изучить возможные сценарии.

## Авторизация миссии

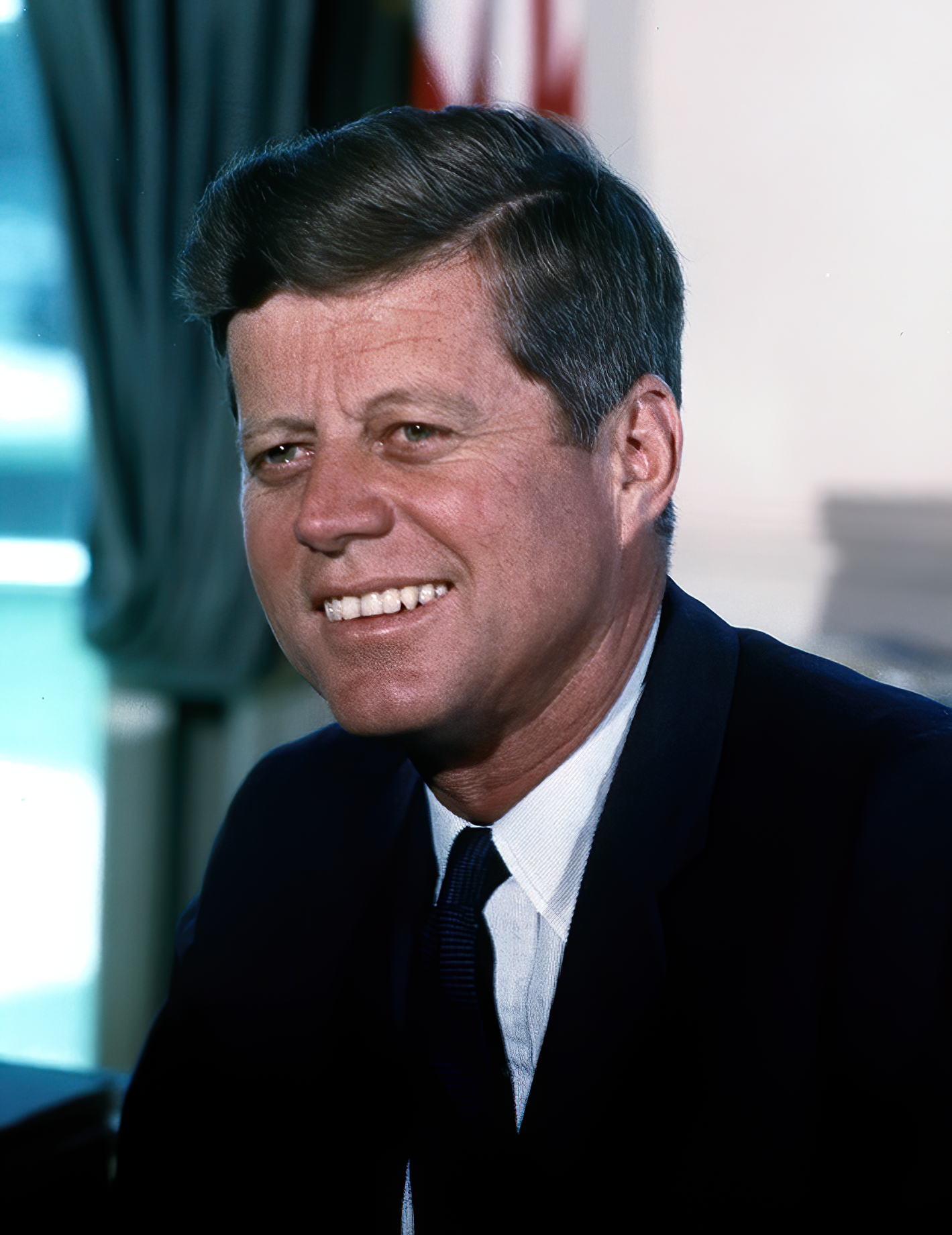
Президент США Джон Ф. Кеннеди

Брифинг о миссии состоялся 19 сентября и 23 сентября 1963 года. Президент США Джон Ф. Кеннеди дал Макнамаре следующие инструкции относительно цели миссии:
Прошу вас получить как можно лучшую оценку военных и около-военных усилий по разгрому Вьетконга... События в Южном Вьетнаме, развивающиеся с мая, теперь подняли серьезные вопросы как о нынешних перспективах успеха в борьбе с Вьетконгом, так и о будущей эффективности этих усилий, если в стране не произойдет политических улучшений. Если прогноз, по вашему мнению, не обнадеживает, мне хотелось бы узнать ваше мнение о том, какие действия должно предпринять правительство Южного Вьетнама и какие шаги должно предпринять наше правительство, чтобы побудить вьетнамцев к желаемым действиям.
Посол США в Сайгоне Генри Кэбот Лодж (младший) ответил Кеннеди, что визит такого высокого уровня потребует посещения Макнамарой и Тейлором лично Зьема. После рейдов на пагоды американцы игнорировали Зьема, чтобы продемонстрировать свое неодобрение недавнему поведению его семьи. Визит высокопоставленных военных деятелей, таких как Тейлор и Макнамара, будет истолкован местной общественностью как возвращение к нормальному отношению со стороны США. Поскольку Лодж сознательно проводил стратегию официальной отстраненности, он задавался вопросом, желателен ли визит делегации столь высокого уровня. Лодж опасался, что Зьем воспользуется этим визитом как пропагандистским ходом, чтобы продемонстрировать восстановление поддержки со стороны США. Кеннеди же рекомендовал стратегию, направленную на поощрение действий повстанческих генералов АРВН. Белый дом и посольство в Сайгоне должны были ясно показать, что визит не означает одобрения политики Зьема. Макнамара должен был «высказать некоторые истины» и подчеркнуть, что администрация «не открыта для восточной тактики "разделяй и влавствуй"» и что единственной целью поездки было бы обсуждение военной кампании.
Кроме того, миссии должны были совпасть с выборами в Национальное собрание Вьетнама 27 сентября. Визит в такое время можно было истолковать как свидетельство пренебрежения, которое Соединенные Штаты выказывали по отношению к голосованию вьетнамцев. Кеннеди все же настоял на поездке, поэтому Лодж согласился, предложив, чтобы в публичном пресс-релизе было указано, что именно Лодж инициировал этот визит. После обсуждения формулировок было решено, что в сообщении для прессы будет сказано, что Кеннеди решил отправить миссию после консультации с Лоджем. Кеннеди поручил Лоджу «прояснить ситуацию», убедив Зьема сделать «красноречивый и символический шаг» по устранению Ню от власти переориентации страны на реальные военные действия.

## Цели
Заявленная цель поездки состояла из четырёх пунктов:
1. оценить состояние военной кампании,
2. оценить влияние недавних политических событий на военные действия,
3. рекомендовать дальнейшие шаги правительству Вьетнама и США,
4. обсудить с Лоджем способы адаптации помощи США с целью достижения американских внешнеполитических целей в регионе.

23 сентября на базе американских ВВС Эндрюс в заявлении для прессы Макнамара сказал, что целью поездки будет «определить влияние недавних беспорядков на ход военной кампании». В частном порядке другие представители Белого дома утверждали, что для поездки были и другие причины. Артур Шлезингер и помощник госсекретаря Роджер Хилсман утверждали, что Кеннеди отправил Макнамару и Тейлора во Вьетнам, чтобы убедить руководство страны в негативном влиянии затяжного буддийского кризиса на борьбу с повстанцами, а также в необходимости применить санкции к режиму Зьема, чтобы вынудить его сменить политический курс. Согласно этой гипотезе, Кеннеди считал, что не может допустить серьёзного политического раскола в своей администрации по вопросу о применении санкций. Он чувствовал, что изменение политики может вызвать сопротивление Объединённого комитета начальников штабов, и пришёл к выводу, что только Макнамара сможет повлиять на мнение армии США.
Макнамара и группа Тейлора покинули Вашингтон 23 сентября и вернулись через десять дней после сложной поездки и анализа ситуации на местах. Их сопровождали советник по национальной безопасности Майкл Форрестол, сотрудник ЦРУ Уильям Колби, заместитель помощника министра обороны по вопросам международной безопасности Уильям Банди и Уильям Салливан из Государственного департамента США.
Объективный анализ ситуации во Вьетнаме участниками миссии был маловероятен, учитывая бытующие в США предрассудки, ставшие очевидными во время поездки. Во время полета Банди и другие получили папки с материалами, включая проект отчета, который они должны были подготовить впоследствии. Спустя годы после миссии Форрестол заявил, что наблюдения ещё до поездки были «тщательно изложены со всей статистикой, подтверждающей их». Он описал поездку как «ужасный визит», во время которого участники пытались собрать «фальшивые статистические» доказательства успеха.

## Поездка
Выбор времени миссии имел решающее значение из-за пессимистических военных прогнозов и широко распространенных слухов о грядущем перевороте. Военный советник президента Зьема Зыонг Ван Минь сообщил Лоджу, что у 80 процентов вьетнамцев нет желания поддерживать Зьема и что недавняя отмена военного положения была сделана «для отвода глаз американцев». Несмотря на свой титул, Минь не имел реальной власти и ограничивался преимущественно церемониальными обязанностями. Зьем опасался, что Минь стал слишком популярным после своего успеха в битве за Сайгон против Бинь Сюена. Так же популярность Миня выросла за счет подавления частных армий религиозных групп Хоахао и Цаодай в 1950-х годах. По этой причине Зьем отстранил Миня от командования войсками. Две гауптвахты возле штаб-квартиры Миня на авиабазе Таншоннят были заполнены политическими заключенными, многие из которых были студентами, участвовавшими в протестах.
Считалось, что Минь готовится к перевороту против Зьема. Он часто критиковал Зьема на встрече с Лоджем, осуждая полицейское государство, созданное партией Кон Лао семьи Ню. Харкинс сообщил, что Минь «только жаловался мне на правительство и на то, как с ним обращаются, с тех пор, как я здесь». Харкинс также скептически отнесся к заявлениям Миня о широко распространенном разочаровании общественности. Противоположные взгляды членов миссии США на ход войны против Вьетконга и на то, как на неё повлиял буддийский кризис, проявились на первой же встрече с Посольством в Сайгоне 25 сентября. Генерал Пол Д. Харкинс и его штаб Командования по оказанию военной помощи Вьетнаму (MACV) представили благоприятную картину военных действий, подчеркнув прогресс Программы стратегических поселений и улучшение положения АРВН. Это утверждалось несмотря на недавний всплеск инцидентов со стороны коммунистов, и на снижение активности АРВН из-за увеличения количества войск, используемых для подавления диссидентов. Лодж и Джон Меклин из Информационной службы США (United States Information Service) видели ситуацию более мрачной. Лодж подчеркнул более политические и нематериальные аспекты войны и поставил под сомнение достоверность статистических данных, предоставленных MACV. Когда разногласия в миссии стали очевидны, Макнамара лично отправился в поездку по сельской местности.
Макнамара встречался в течение двух часов с Джоном Х. Ричардсоном, главой миссии ЦРУ в Сайгоне. Ричардсон заявил, что ситуация быстро ухудшается, и зчто в стране царит «климат подозрительности». Ричардсон чувствовал, что возникла ситуация «уловки-22». Иными словами, не было никого, кто пользовался бы уважением Зьема, а постоянное удержание Зьема у власти могло бы привести к катастрофе. Ричардсон чувствовал, что привязанность Зьема интересам своих родственников стала помехой. Ричардсон сообщил, что многие члены кабинета министров хотели уйти в отставку после рейдов на пагоды, но боялись попасть в тюрьму или не желали отправляться в изгнание:371.
Маршрут Макнамары пролегал через всю страну. Он общался с американцами и с вьетнамцами, в штаб-квартире и на местах. В Сайгоне, в течение последних нескольких дней поездки, для него организовали обширные брифинги с гражданскими лицами, и, поскольку он останавливался в резиденции Лоджа, Макнамара имел широкие возможности для переговоров с послом.
Макнамаре показали отчеты об отрицательных перспективах военных действий, которые противоречили его традиционным оптимистическим заявлениям. Во время военной инспекции он посетил правительственный лагерь недалеко от Тамки. Макнамара указал на винтовку из груды оружия, захваченного у вьетконговских повстанцев, и торжествующе спросил: «Это китайское оружие?», на что смущенный вьетнамский гид ответил ему, что это была американская винтовка, ранее захваченная коммунистами. После брифинга старших армейских офицеров, на котором замалчивался захват коммунистами двух городов в провинции Ан Суен, Тейлор и Макнамара попросили майора, дислоцированного в Кантхо, оценить ситуацию. Молодой офицер не последовал примеру вышестоящих и дал подробный мрачный отчет о ситуации. По словам Форрестола, после этого доклада «начался ад». К концу поездки Банди признал, что собранные свидетельства были очевидны, отметив: «У меня, как и у Макнамары, остался стойкий скептицизм в отношении способности любого человека, каким бы честным он ни был, точно интерпретировать то, что происходит». Негативные сообщения продолжали доходить до американской делегации и через вьетнамских гражданских деятелей. Группа университетских профессоров пожаловалась Макнамаре, что Зьем превратил страну в полицейское государство с повсеместным применением пыток. Они утверждали, что это провоцировало людей к переходу на сторону Вьетконга. Посольство Франции, канадские и индийские члены Международной контрольной комиссии, которой было поручено обеспечить соблюдение Женевской конвенции 1954 года, проинформировали миссию о том, что Ню добивается мирного соглашения с Северным Вьетнамом и что соглашение будет достигнуто в ближайшие три или четыре месяца.

### Встреча с Зьемом

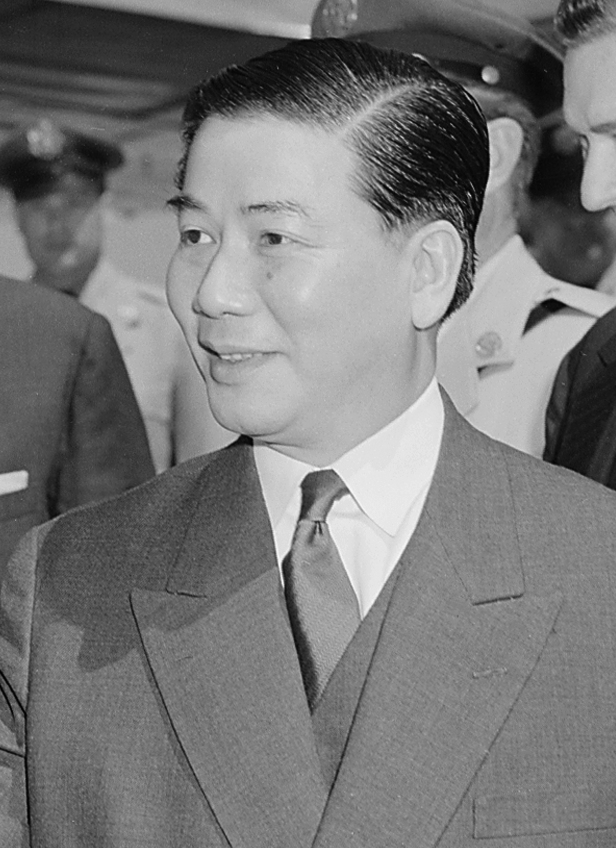
Президент Южного Вьетнама Нго Динь Зьем

29 сентября Макнамара, Тейлор, Харкинс и Лодж посетили Зьема, решив не вручать ему слишком резкое письмо Кеннеди. Зьема сопровождал государственный секретарь Нгуен Динь Тхуан. Зьем страстно выступал в защиту своего курса, курил, ходил по комнате, указывал на карты. После двухчасового монолога Зьема Макнамара наконец смог вставить слово. Он подчеркнул обеспокоенность Америки тем, что политические волнения подрывают военные операции против Вьетконга. Макнамара подчеркнул, что трудности, вызванные антибуддийскими репрессиями, создают препятствие для поддержки Кеннеди Южного Вьетнама из-за возникновения негативного общественного мнения в США относительно личности Зьема. Он отметил, что министр иностранных дел Зьема Во Ван Му и его посол в Вашингтоне Трун Ван Чонг подали в отставку и что Сайгонский университет был закрыт. Макнамара не смог попросить Зьема убрать Ню. Этот вопрос Вашингтон оставил на усмотрение Макнамары и Лоджа. Макнамара сказал, что Вашингтон не видит смысла в поддержке правительства, которое не может завоевать доверие своих граждан, но его аргументы не произвели впечатление на Зьема. Зьем прервал Макнамару и настаивал, что «Вьетнам станет образцовой демократией» уже через несколько лет. Он утверждал, что этому способствовала Программа стратегических поселений, что было продемонстрировано высокой явкой на недавних выборах в законодательные органы. В этот момент Лодж разозлился и насмешливо отметил, что законодатели Зьема добились нужного количества голосов за счет того, что солдат АРВН возили на автобусах по деревням голосовать по нескольку раз:371. Сам Зьем пришёл к власти в результате фальсифицированного референдума под контролем Ню, на котором ему приписали 133% голосов в Сайгоне.
Неловкое молчание было нарушено, когда Макнамара поднял вопрос о мадам Ню. Зьем был холостяком, поэтому мадам Ню была де-факто первой леди. Прозванная Леди-Драконом из-за её резкого характера, она была известна своим антиамериканизмом. Макнамара пожаловался на её «опрометчивые и неуместные заявления». Он вытащил из кармана вырезку из газеты, в которой она цитировала слова некоторых американских офицеров, которые «действовали как маленькие солдаты удачи» и «запутали политику» США. Макнамара сказал, что такой комментарий нанес ущерб двусторонним отношениям и что американская общественность будет менее щедра, посылая своих офицеров для поддержки антикоммунистических действий Зьема. Один из американцев потерял самообладание и спросил Зьема, «не может ли правительство что-нибудь сделать, чтобы заткнуть ей рот». Зьем, похоже, был шокирован и крайне раздосадован этим язвительным вопросом. Лодж многозначительно утверждал, что в 1949 году мадам Чан Кайши сыграла решающую роль в разгроме китайских националистов коммунистами Мао Цзэдуна, и намекал, что мадам Ню могла оказаться в том же качестве во Вьетнаме. Зьем отверг это и заявил, что политика США подрывается ошибками в анализе ситуации из-за дезинформации, исходящей от американских журналистов в Сайгоне. Он утверждал, что членство мадам Ню в Национальной ассамблее в качестве гражданки «свободной страны» позволило ей выражать свои чувства, утверждая, что «нельзя отказать женщине в праве защищать себя, когда на нее несправедливо напали».
Зьем выступил с сенсационными заявлениями против буддийского большинства, которые ошеломили собравшихся гостей. Он утверждал, что его доброта по отношению к буддистам спровоцировала беспорядки, поскольку буддисты потребовали большего, чем им положено по праву. Он заявил, что за время его правления количество буддийских пагод в стране удвоилось, благодаря финансированию от его правительства. В течение двадцати минут он неоднократно обвинял буддистов в регулярном участии в оргиях в пагодах, не приводя при этом доказательств. Затем он заявил, что «некоторые американские службы в Сайгоне» готовили против него заговор. Позже Тейлор отметил, что Зьем не осознавал серьёзности встречи и предупреждений американской делегации, которые отскакивали от Зьема «как от стенки горох»:373.
Зьем попросил Тейлора оценить ход войны. После одобрения Макнамары 2 октября Зьему было доставлено длинное письмо, где излагались основные военные проблемы в дельте Меконга. Зьема предупреждали об опасности, которую буддийский кризис представляет для военных действий, и перечислялись шаги для улучшения военной ситуации. Те же аргументы позднее появились в докладе, представленном Кеннеди. Письмо резюмировалось кратким и жестким изложением американской точки зрения:

До сих пор борьба против Вьетконга казалась бесконечной; никто не пожелал предположить дату её успешного завершения. Поговорив с десятками офицеров, вьетнамских и американских, я убежден, что к концу 1964 года восстание Вьетконга на севере и в центре можно свести к немногим более чем спорадическим инцидентам. Операция в дельте Меконга займет больше времени, но должна быть завершена до 1965 года. Для того, чтобы эти прогнозы оказались верными, должны быть соблюдены определенные условия. Ваше правительство должно быть готово активизировать все ведомства, военные и гражданские, для достижения более высоких результатов, чем до сих пор. Неэффективные командиры и провинциальные чиновники должны быть заменены, как только они будут выявлены. Наконец, необходимо восстановление внутренней стабильности внутри страны, если мы хотим смягчить политическую напряженность и уменьшить внешнюю критику. Необходимы условия для создания атмосферы, способствующей эффективной кампании, направленной на жизненно важную для нас обоих цель — разгром Вьетконга и восстановление мира.

### Возможность переворота
Миссия так же изучила возможности переворота офицерами АРВН, когда генерал Дун Ван Минь захотел встретиться с Макнамарой и Тейлором. После беседы Тейлор присоединился к Миню в парной игре на теннисном корте Клуба офицеров Сайгона. Макнамара наблюдал, как Тейлор играл с Минем, ожидая каких-либо сигналов от Миня в ответ на «наши намеки на интерес к иным темам во время перерывов в игре»:373. Минь же не сказал ни слова о своих мыслях о возможном перевороте, оставив гостей в недоумении о причине его предложения встретиться. Позже Макнамара ворчал Кеннеди: «Я сидел на боковой линии в двух футах от Миня более часа и не смог добиться от него ни черта»:373. Позднее Тейлор попросил одного из теннисистов, полковника Рэймонда Джонса, связаться с Минем, на что Минь ответил жалобой на отсутствие поддержки переворота со стороны Вашингтона. Минь заявил, что Макнамара и Тейлор хотели только поиграть в теннис и не собирались ничего обсуждать:373.

### Встреча с гражданскими чиновниками
30 сентября, в последний день Тейлора и Макнамары во Вьетнаме, они вместе с Лоджем встретились с вице-президентом Южного Вьетнама Нгуеном Нгок Тхо. Тхо поблагодарил правительство США за поддержку в ответ на рекомендации, изложенные в докладе Тейлора, подготовленном в 1961 году. Однако он заявил, что американцам в последнее время не удалось использовать свою силу и влияние для предотвращения ухудшения политической ситуации в Южном Вьетнаме. Тхо не предложил никаких способов исправить это и резко поставил под сомнение успех Программы стратегических поселений. Тхо сказал, что увеличение численности Вьетконга объясняется широко распространенным недовольством сельских жителей режимом Зьема:373–4. Согласно документам Пентагона, «поступившие в конце визита идеи Тхо, который чаще всего упоминается в американских кругах как альтернатива Зьему, должны были оказать важное влияние на выводы Макнамары». В конце того же  дня делегация покинула Сайгон и вернулась в Вашингтон.

### Встречи с Лоджем
Во время брифингов, которые Лодж провел для Макнамары и Тейлора, посол повторил свои ранее высказанные сомнения относительно возможной эффективности приостановки помощи как рычага давления на Зьема. Он также выразил обеспокоенность тем, что законопроект об иностранной помощи, внесенный в Конгресс США, может быть остановлен из-за негативных настроений по поводу репрессий Зьема в отношении буддистов. Во время визита Лодж повторил в своих телеграммах в Вашингтон, что, приостановка помощи может иметь неприятные последствия для Соединённых Штатов, оттолкнув вьетнамское население и политических руководителей от США.
Понимая, что предложение приостановить помощь становится наиболее верояттной рекомендацией отчета миссии, директор USAID Брент также открыто выразил свою обеспокоенность по поводу эттого шага. Оба мнения считались важными, поскольку Кеннеди  поручил Макнамаре и Тейлору изучить способы повышения эффективности помощи для достижения целей внешней политики США. Лодж и Брент представили документы, в которых рассматривались последствия приостановки помощи по каждой программе.

## Составление отчета
После однодневной остановки в Гонолулу для подготовки отчета 2 октября Макнамара и Тейлор вернулись в Вашингтон. Отчет был написан в спешке по дороге в Вашингтон. Форрестол назвал доклад «полнейшей мешаниной»:375. Во время 27-часового полета Банди удалось поспать только два часа в ходе написания текста. Позже он высказал мнение, что «ни их литературный талант, ни их суждения, вероятно, не будут на высоте в таких условиях работы». Они оперативно встретились с президентом Кеннеди и Советом национальной безопасности. В отчете сделан вывод, что «военная кампания добилась большого прогресса и продолжает успешно развиваться». С другой стороны, отчет предупредил, что серьёзная политическая напряженность в Сайгоне из-за буддийского кризиса и растущая непопулярность Зьма и Ню в результате их антибуддийской деятельности могут разжечь инакомыслие у некоторых офицеров АРВН и разрушить военные успехи. Тейлор и Максвелл сообщили, что не видели никаких доказательств подготовки государственного переворота, и считали, что американское давление, вероятно, только ещё больше ужесточит позицию семьи Ню. Тем не менее, «если не будет оказано такое давление, они [Зьем и Ню] почти наверняка продолжат вести себя как и прежде».

## Рекомендации
Военные рекомендации отчета заключались в том, что генерал Харкинс должен вместе с Зьемом проанализировать военные действия с прицелом на их успешное завершение в I, II и III корпусах к концу 1964 года и в IV корпусе в дельте Меконга к концу 1965 года. Для вышеуказанного потребуются следующие меры:
1. Смещение центра военных действий в сторону дельты Меконга.
2. Рост интенсивности военных действий по всей стране.
3. Акцент на «зачистке и удержании позиций»
4. Консолидация Программы стратегических поселений с упором на безопасность;
5. Укомплектование боевого состава, улучшение подготовки и вооружения деревенской милиции.

В отчете далее предлагалось объявить о планируемом выводе 1000 американских солдат к концу 1963 года в связи с программой подготовки вьетнамских специалистов для замены американцев во всех «основных функциях» к 1965 году. Отмечался умеренный прогресс в войне, но не увиделось особой необходимости в сохранении нынешнего количества вооруженных сил США:375. В отчете делается вывод, что АРВН должна сосредоточиться на «зачистке и удержании позиций», а не на широких операциях, и что усиление действий Вьетнамской стороны позволит «большинству американского персонала» уйти к концу 1965 года.
В отчете изложены три альтернативных политических подхода: примирение с режимом Зьема, «избирательное давление» или активное содействие перевороту. В докладе был сделан вывод, что второй вариант является лучшим. Примирение означало бы одобрение репрессивной политики Зьема и оттолкнуло бы АРВН, в то время как организация государственного переворота была бы нецелесообразной «в настоящее время» в свете очевидного отсутствия желания АРВН активно действовать. Таким образом, в докладе делается вывод, что единственным выбором является программа «выборочного краткосрочного давления», которое носило экономический характер для повышения работоспособности режима:378–9. Чтобы заставить режим Зьема прекратить репрессивную антибуддийскую политику рекомендовались следующие меры:
1. Продолжение удержания финансов в рамках Программы коммерческого импорта[англ.], но без публичного официального объявления об этом.
2. Приостановление одобрения кредитов для гидроузла Сайгон-Чолон и проекта электроэнергетики в Сайгоне.
3. Приостановка поддержки спецназа армии Вьетнамской Республики, руководимого  полковником Ле Куанг Дуном, если только эта группа не будет переведена на поле боя под командование Объединённого генерального штаба вместо использования её для подавления политических диссидентов под контролем Ню.
4. Поддержание «холодных и корректных» отношений между Лоджем и Зьемом. Харкинс, с другой стороны, должен будет продолжить переговоры с Зьемом во дворце Джиа Лонг.

В докладе содержится призыв к тщательному изучению эффективности санкций, с намеком на необходимость изучить возможность смены руководства страны на случай, если Зьем не улучшит свои показатели:
За ситуацией необходимо внимательно следить, чтобы увидеть, какие шаги предпринимает Зьем для прекращения репрессий и повышения эффективности военных действий. Мы не должны устанавливать никаких четких критериев, но признаем, что через 2-4 месяца нам придется решить, стоит ли переходить к более решительным действиям или попытаться продолжить работу с Зьемом, даже если он не предпринял существенных шагов.
В докладе рекомендовалось воздержаться от активного поощрения американцами государственного переворота, но рекомендовалось «срочно выявить и наладить контакты с потенциальным альтернативным руководством страны, если и когда оно появится». Он высказал мнение, что успешный переворот маловероятен, хотя убийство Зьема или Ню было возможно. Форрестол также отметил, что предлагаемая приостановка передачи ежемесячного зарплатного фонда в размере 200 000 долларов США для спецназа будет способствовать перевороту, заявив, что «такая меры была бы первым намеком генералам, что, возможно, Соединенные Штаты серьезно относятся к этому»:375.
Согласно документам Пентагона, доклад представлял собой «на удивление противоречивый документ». Отчет был расценен как компромисс между оптимистическим взглядом генерала Тейлора и Харкинса на армию, и растущей убежденностью Макнамары в серьёзности политического кризиса, способного подорвать антикоммунистические военные действия. Рекомендации о приостановке помощи и объявление о выводе войск США были задуманы как меры, которые вызвали бы беспокойство внутри режима Зьема относительно американских намерений, чтобы скорректировать свою внутреннюю политтику. Тот факт, что такие санкции будут рассматриваться генералами АРВН как сигнал готовности Америки признать другого лидера, иными словами, государственный переворот, в рекомендации не признавался, поскольку в докладе прямо исключалось поощрение Америкой «смены политического руководства». Это было заметное упущение, учитывая четкое заявление генералов АРВН в августе о том, что они рассматривают приостановку помощи как зелёный свет для государственного переворота.

## Применение рекомендаций
Рекомендации Макнамары и Тейлора были быстро одобрены на заседании Совета национальной безопасности 2 октября, а позже в тот же день Макнамара сделал одобренное президентом заявление для прессы, которое включало объявление о выводе войск численностью 1000 человек к концу года. В пресс-релизе подтверждена приверженность Америки делу борьбы против повстанцев Вьетконга в Южном Вьетнаме, изложен ход войны, объявлено о будущем окончательном выводе войск. Так же в сообщении администрация Кеннеди дистанцировалась от антибуддийской деятельности Зьема. В заявлении не было упоминаний о приостановке экономической помощи и о других санкциях против режима, тем самым позволяя семье Ню скорректировать политику без публичной потери лица.

5 октября Кеннеди одобрил военные рекомендации доклада Макнамары — Тейлора, но «распорядился не делать никаких официальных объявлений о реализации планов по выводу 1000 американских военнослужащих к концу 1963 года». Подробности того, как будет применяться новая политика, были подробно описаны в длинной телеграмме Лоджу после этой встречи. Цель нового курса действий была описана таким образом:
Действия призваны указать правительству Зьема на наше недовольство его политической политикой, а также спровоцировать значительную неопределенность у этого правительства и в ключевых вьетнамских группах относительно будущих намерений Соединенных Штатов. В то же время действия призваны оказать хотя бы незначительное влияние на военные или противоповстанческие усилия против Вьетконга, по крайней мере, в краткосрочной перспективе.
Рекомендации по переговорам касаются действий правительства Вьетнама по повышению эффективности своих военных усилий — обеспечить народную поддержку для победы в войне и устранить нагрузку на правительство США. Позиция на переговорах предназначена не для того, чтобы выдвигать конкретные жесткие требования или устанавливать сроки, а для того, чтобы вызвать движение во вьетнамском правительстве в этом направлении. Таким образом, мы можем тестировать и проверять эффективность любых действий, которые фактически предпринимает правительство Вьетнама, и в то же время сохранять достаточную гибкость, чтобы позволить США возобновить полную поддержку режима Зьема в любое время, когда правительство США сочтет это целесообразным.
Далее в телеграмме признавалось, что предложенные санкции могут применяться только в течение двух-четырёх месяцев, прежде чем они начнут влиять на военные действия. В результате было отмечено, что, когда негативные последствия начнут проявляться, «...потребуются дальнейшие серьезные решения»:378. Конкретные действия, которые должны были быть реализованы по итогам отчета, включали:
1. Приостановление программы импорта товаров без публичного о том объявления.
2. Выборочное приостановление программы "Продовольствие во имя мира" (PL 480) на индивидуальной, а иногда и ежемесячной основе после визирования Вашингтоном.
3. Приостановление кредитов для гидроузла Сайгон-Чолон (9 млн долларов США) и проекта электроэнергетики в Сайгоне (4 млн долларов США)[9]:378.
4. Частное уведомление Сайгону о том, что финансирование спецназа полковника Дуна будет продолжаться только в случае участия этой группы войск в полевых операциях под контролем Объединённого генерального штаба, без публичного о том объявления[8].

Лоджу была дано указание придерживаться стратегии «холодной корректности, чтобы заставить Зьема пойти навстречу», но быть готовым восстановить контакт с дворцом Джиа Лонг, если эта стратегия не сработает. Лодж получил инструкцию добиваться усиления военных действий со сттороны АРВН, а также внутренних реформ Зьема, которые восстановят общественное доверие к администрации Южного Вьетнама и её имиджу. В результате миссии и предыдущей миссии Крулака — Менденхолла администрация Кеннеди приняла решение, которое было описано в документах Пентагона как «далеко идущее решение по американской политике в отношении Южного Вьетнама».
Тактика оказания позитивного давления на союзника с целью добиться согласия с американской политикой была воспринята оптимистично, учитывая, что её возглавит посол,  «обладающий уникальным опытом и задатками победителя».